# بولينيانو آ ماري
بولينيانو آ ماري (بالإيطالية: Polignano a Mare)‏ هي بلدة وبلدية في مقاطعة باري في إقليم بوليا في جنوب إيطاليا.

## السكان
في سنة 1861 بلغ عدد السكان 6٬582 نسمة، وتطور العدد ليصل في سنة 2011 لـ 17٬567 نسمة.
يظهر هذا المخطط البياني تطور النمو السكاني لـ بولينيانو آ ماري

## توأمة
لبولينيانو آ ماري اتفاقيات توأمة مع كل من:
- فوريو
- سان مينياتو

## أعلام
- دومينيكو مودونيو